# 아파치 메이븐

메이븐 소프트웨어 도구는 자바 프로젝트를 위해 이러한 디렉터리 구조를 자동으로 생성한다.

아파치 메이븐(Apache Maven)은 자바 프로젝트들을 위한 빌드 자동화 도구이다. 메이븐은 C 샤프, 루비, 스칼라 등의 언어로 개발된 프로젝트들을 빌드하고 관리하기 위해 사용할 수도 있다. 메이븐 프로젝트는 아파치 소프트웨어 재단에 의해 호스팅되며 이 재단은 한때 자카르타 프로젝트의 일부였다.

## 문법
수많은 프로젝트들은 프로젝트 오브젝트 모델(Project Object Model, POM)을 사용하여 구성되며 pom.xml 파일에 저장된다. 파일 내용은 다음과 같다:
```
<project>

  
<!-- model version is always 4.0.0 for Maven 2.x POMs -->

  
<modelVersion>
4.0.0
</modelVersion>

  
<!-- project coordinates, i.e. a group of values which uniquely identify this project -->

  
<groupId>
com.mycompany.app
</groupId>

  
<artifactId>
my-app
</artifactId>

  
<version>
1.0
</version>

  
<!-- library dependencies -->

  
<dependencies>

    
<dependency>

      
<!-- coordinates of the required library -->

      
<groupId>
junit
</groupId>

      
<artifactId>
junit
</artifactId>

      
<version>
3.8.1
</version>

      
<!-- this dependency is only used for running and compiling tests -->

      
<scope>
test
</scope>

    
</dependency>

  
</dependencies>

</project>

```

위의 POM은 프로젝트의 고유 식별자(coordinates)와 JUnit 프레임워크의 의존성만을 정의한다.
| 디렉터리 이름      | 목적                                                             |
| ------------------ | ---------------------------------------------------------------- |
| 프로젝트 홈        | pom.xml과 모든 하위 디렉터리를 포함한다.                         |
| src/main/java      | 프로젝트의 전달 가능한 자바 소스 코드를 포함한다.                |
| src/main/resources | 속성(property) 파일 등 프로젝트의 전달 가능한 리소스를 포함한다. |
| src/test/java      | 프로젝트의 테스팅 자바 소스 코드(예: JUnit, TestNG)를 포함한다.  |
| src/test/resources | 테스트에 필요한 리소스를 포함한다.                               |

## 같이 보기
- 허드슨 (소프트웨어)
- 젠킨스 (소프트웨어)